# John Gresham Machen
John Gresham Machen fue el fundador de la Iglesia Ortodoxa Presbiteriana (Orthodox Presbiterian Church), OPC. 

## Biografía
Nació el 1881 y falleció el 1937. Erudito en la asignatura Nuevo Testamento en el Seminario Princeton entre los años 1906 hasta 1929. Fue miembro de la Iglesia Presbiteriana en los Estados Unidos de América (Presbyterian Church in the United States of America, PCUSA), no estaba de acuerdo con la teología moderna que esta estaba practicando en la década de 1930.
En el año 1929 la Iglesia Presbiteriana en los Estados Unidos de América decidió reorganizar este seminario, tomando una posición liberal y contrato a profesores adherentes al modernismo. Un grupo de conservadores, objetaron estos cambios, entre ellos John Gresham Machen, que presentó su objeción ante la Asamblea General de la PCUSA. 
Con el propósito de fortalecer la posición teológica y la creencia de la tradición Reformista funda en ese mismo año (1929) John Gresham Machen el Seminario Teológico de Westminster en Filadelfia, donde enseñó su asignatura Nuevo Testamento hasta cuando falleció.
John Gresham Machen y varios profesores, con un grupo de estudiantes y adherentes conservadores, formaron en 1933 el Departemento Independiente para Misiones Presbiterians Foráneas. En el año 1934, la Asamblea General condenó esta acción y a John Gresham Machen con sus adherentes fueron relevados de sus posiciones y expulsados de la iglesia. 
El 11 de junio de 1936, John Gresham Machen y un grupo de ministros conservadores, ancianos y laicos se reunieron en Filadelfia para fundar la Iglesia Presbiteriana de América, Presbyterian Church of America, no confundir con la Iglesia Presbiteriana en América, Presbyterian Church in America, que fue fundada décadas más tarde. La iglesia PCUSA se querelló contra la naciente iglesia por la elección de su nombre. Pero en 1939, cambia su nombre por propia iniciativa a Iglesia Presbiteriana Ortodoxa, IPO, Orthodox Presbyterian Church, OPC.
Seis meses después de haber fundado la Iglesia Presbiteriana Ortodoxa comenzado, fallece John Gresham Machen en Bismarck, Dakota del Norte.
John Gresham Machen fue el pensador presbiteriano conservador más importante. Él y sus aliados fueron considerados como prominentes defensores del cristianidad reformada, la tradición calvinista y la estructura presbiteriana de gobierno.

## Obra
- 1921 El origen de la religión de Pablo, (The Origin of Paul's Religion)
- 1923 Cristianismo y liberalismo, (Christianity and Liberalism)
- 1925 ¿Qué es fe?, (What is Faith?)
- 1930 El nacimiento virginal de Cristo, (The Virgin Birth of Christ)